# Rát Mátyás
Rát Mátyás, egyes forrásokban Ráth (Győr, 1749. április 13. – Győr, 1810. február 5.) evangélikus lelkész, nyelvészeti író, az első magyar nyelvű hírlap szerkesztője.

## Életpályája

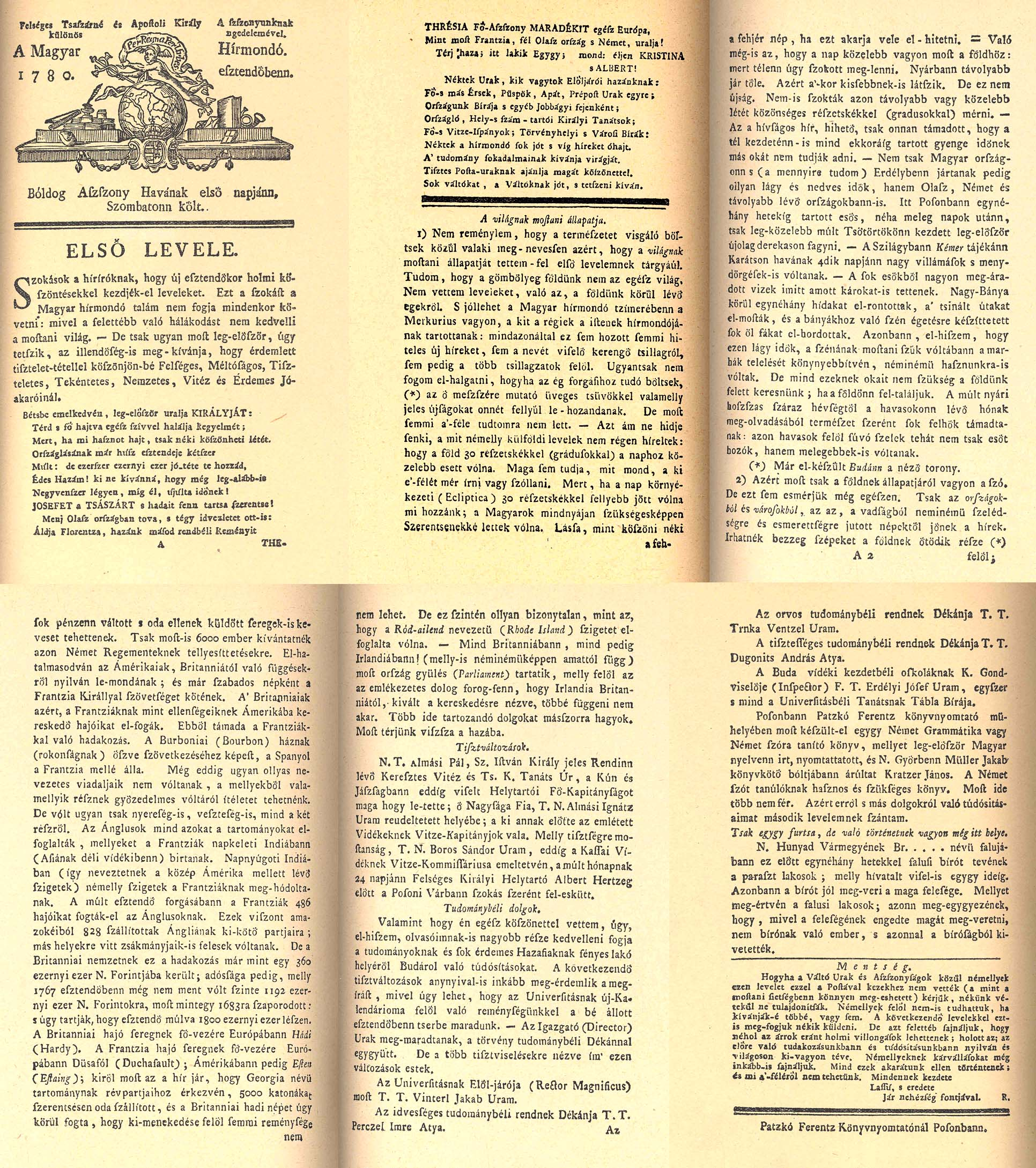
A Magyar Hírmondó első száma 1780-ból

Polgári családban született, szülei Rath János és Raits Zsuzsánna. Tanulmányait Győrött, Modorban, Pozsonyban és Sopronban, az Evangélikus Líceumban végezte. Magyarországot és Erdélyt beutazta, a göttingeni egyetemet is felkereste és miután Németországban néhány évet töltött, 1779 elején Pozsonyban telepedett le, és engedélyt kapott egy magyar hírlap kiadására, amelyet 1780. január 1-jén Magyar Hírmondó címen meg is indított. 1783-ban az újonnan felállított győri prédikátori állást fogadta el és felhagyott a hírlapszerkesztéssel. 1786-ban a szuperintendensi állásra is jelölték, de mivel a választáson megbukott, győri lelkészi hivatalát is elhagyta és írói munkásságából akart megélni. Szándékában állt egy teljes latin-magyar–német szótárt kiadni, s ki is bocsátotta az erre vonatkozó három nyelvű hirdetését; minthogy azonban ez alkalommal a dunántúli evangélikus papság ellen is hevesen kikelt, hideg részvétlenséggel és ellenséges érzülettel találkozott. E szándéka tehát hajótörést szenvedett, 1789-ben az általa elhagyott győri evangélikus egyház lelkészi hivatalában volt utódjának halála és 35 éves megszakítás után lépéseket tett annak újbóli elnyerésére. Ebben célt érve, csakhamar ismét változékony és izgága természetét követte; több ízben le akart mondani és csak barátai kérésének engedve tartotta meg e szerény állását, amellyel sohasem volt megelégedve. Hogy magyarságát nevével is kitüntesse, Rath családi neve helyett a Rát nevet használta.

## Művei
A Hírmondón kívül nyomtatásban csak a nők számára készített Imakönyve (Győr, 1788), az Isteni tisztelet rendje (uo. 1783) és egy-két búcsúztató beszéde és verse jelent meg. Foglalkozott a Délnyugat-Magyarországon élő vendek (szlovénok) eredetkutatásával is egy darabig. Akkoriban a vendeket a vandálok utódainak gondolták, ő azonban kétségbe vonta ezt, mert nagy hasonlóságot vélt felfedezni a vend és a horvát nyelv között.